# Direttiva 2002/21/CE
La direttiva 2002/21 CE del 7 marzo 2002, è una direttiva quadro dell'Unione Europea che da un quadro normativo comune per tutte le reti e servizi di telecomunicazioni, sia terrestri che satellitari, e sia via cavo che senza fili.
Assieme ad altre quattro normative specifiche per settore, e ad una direttiva sulla concorrenza, costituisce il cosiddetto "pacchetto telecom", che sostituisce i numerosi provvedimenti precedenti che erano distinti per tipo di rete.
Stabilisce che devono esserci delle Autorità nazionali di regolamentazione (ANR) sul settore delle comunicazioni elettroniche (quale ad esempio l'Agcom nel caso dell'Italia), di cui deve essere assicurata l'indipendenza. Sottopone inoltre lo spettro delle radiofrequenze alla disciplina antitrust. La direttiva prevede inoltre, all'art.8, che a tali autorità possono avere anche competenze volte a promuovere il pluralismo dei mezzi di comunicazione e la diversità culturale e linguistica.
Il modello di prevedere un'autorità indipendente con competenza sulle telecomunicazioni, era già stato preannunciato con la direttiva 97/13/CE del 1997.

## Riferimenti bibliografici
1. 1 2 3  Zaccaria (2016) cap.V, p.192
2. 1 2 3  Zaccaria (2016) cap.IV, pp.145-6